# Back to Basics
Back to Basics es el quinto álbum de estudio de la cantante estadounidense Christina Aguilera, publicado el 15 de agosto de 2006 por el sello discográfico RCA Records. El material se dividió en dos discos; el primero producido, en su mayoría, por el rapero estadounidense DJ Premier y el segundo, por la compositora Linda Perry, quien ya había trabajado con Aguilera en su álbum anterior, Stripped (2002). La idea central del álbum era hacer un homenaje a la música de los años 1920, 1930 y 1940, y a los artistas que Aguilera admira, como Billie Holiday, Otis Redding, Etta James y Ella Fitzgerald. Back to Basics fue descrito por la propia Aguilera como una fusión de jazz e inspirado en el soul con un estilo modernizado. Un álbum de pop y R&B, el primer disco yuxtapone el rhythm and blues con hip hop y elementos urbanos en el que la mayoría de las canciones emplean samples, mientras que el segundo contiene canciones originales, con la excepción de «Candyman», que contiene un sample de «Tarzan & Jane Swingin' on a Vine». Líricamente, el álbum habla sobre las experiencias vividas por la misma Aguilera, incluyendo su matrimonio con Jordan Bratman en 2005. Para este álbum, Aguilera adoptó un nuevo alter ego, llamado Baby Jane e hizo varios cambios a su apariencia pública, inspirada por las actrices clásicas de Hollywood.
RCA Records lanzó cinco sencillos del álbum. El primero, «Ain't No Other Man», alcanzó el número seis de la lista Billboard Hot 100 en Estados Unidos y se convirtió en una de las canciones más exitosas de la carrera de Aguilera en ese país. Los siguientes dos sencillos, «Hurt» y «Candyman», llegaron a los puestos 19 y 25, respectivamente, en el Hot 100. «Slow Down Baby» se lanzó como sencillo únicamente en Australia, mientras que «Oh Mother» fue publicado en varios países europeos. Para promocionar el álbum, Aguilera se embarcó en la gira mundial, Back to Basics Tour. que comenzó a finales de 2006 y terminó a mediados de 2007, presentándose en varias ciudades de Estados Unidos, Canadá, Asia, Europa y Australia. Es su tour más recaudador, con $48.1 millones de dólares solo en Norteamérica (excluyendo a México), y en total más de 93 millones en el mundo, con un total de 69 fechas, haciéndolo el tour más recaudador del 2007 por una artista femenina.
El álbum debutó en la posición número uno de la lista Billboard 200 de Estados Unidos y fue certificado dos veces platino por la Recording Industry Association of America (RIAA) por sus ventas de más de dos millones de copias en el país. También llegó al número uno en Alemania, Australia, Austria, Canadá, Escocia, Hungría, Irlanda, Países Bajos, Reino Unido y Suiza y alcanzó los diez primeros lugares en Bélgica, Dinamarca, España, Finlandia, Francia, Italia, Japón, Noruega, Nueva Zelanda, Polonia, República Checa y Suecia. Además llegó al número uno en el European Top 100 Albums, recibiendo múltiples certificaciones en varios países por sus altas ventas. Por otro lado, el álbum fue muy bien recibido por los críticos de música contemporánea, llamándolo como uno de los mejores trabajos de Aguilera y llegó a tener el récord del álbum con más estrellas en toda la historia de la música; el sitio web Allmusic sostuvo que la obra era "una declaración artística", mientras que la revista Entertainment Weekly dijo que era una producción "digna de respeto". Gracias a Back to Basics, Aguilera recibió numerosos premios y nominaciones entre los años de su promoción, es decir, 2006 y 2007. El primer sencillo, «Ain't No Other Man», ganó un premio Grammy a la mejor interpretación vocal pop femenina en la ceremonia de 2007. Back to Basics ha vendido más de 5 millones de copias a nivel mundial, convirtiéndose en el tercer disco más exitoso de la cantante.

## Antecedentes
De acuerdo a Christina Aguilera, Back to Basics es un tributo a sus artistas favoritos, como Billie Holiday, Otis Redding, Etta James y Ella Fitzgerald. También es un concepto visual que mezcla desde los años 1920 a los 40, afirmando que era la época y la música con la que se identificó cuando niña. La cantante enfatizó que, durante las grabaciones, "simplemente era grandioso seguir una visión establecida", lo cual ella creía que la ayudaría a tener un mejor producto. De igual forma, comentó que quería elaborar un disco que "hiciese sentirse bien". Mientras se terminaban las grabaciones de Back to Basics, la cantante Etta James se reunió con Aguilera en un estudio de Los Ángeles, y allí afirmó que era increíble que una mujer joven "estuviera cantando canciones reales", pues argumentó que al estar dirigida a la música pop, "podía hacer cualquier otra cosa". El nombre del álbum fue revelado por la productora Linda Perry quien añadió que era referente a su contenido, pues "es un regreso a lo básico".

## Grabación

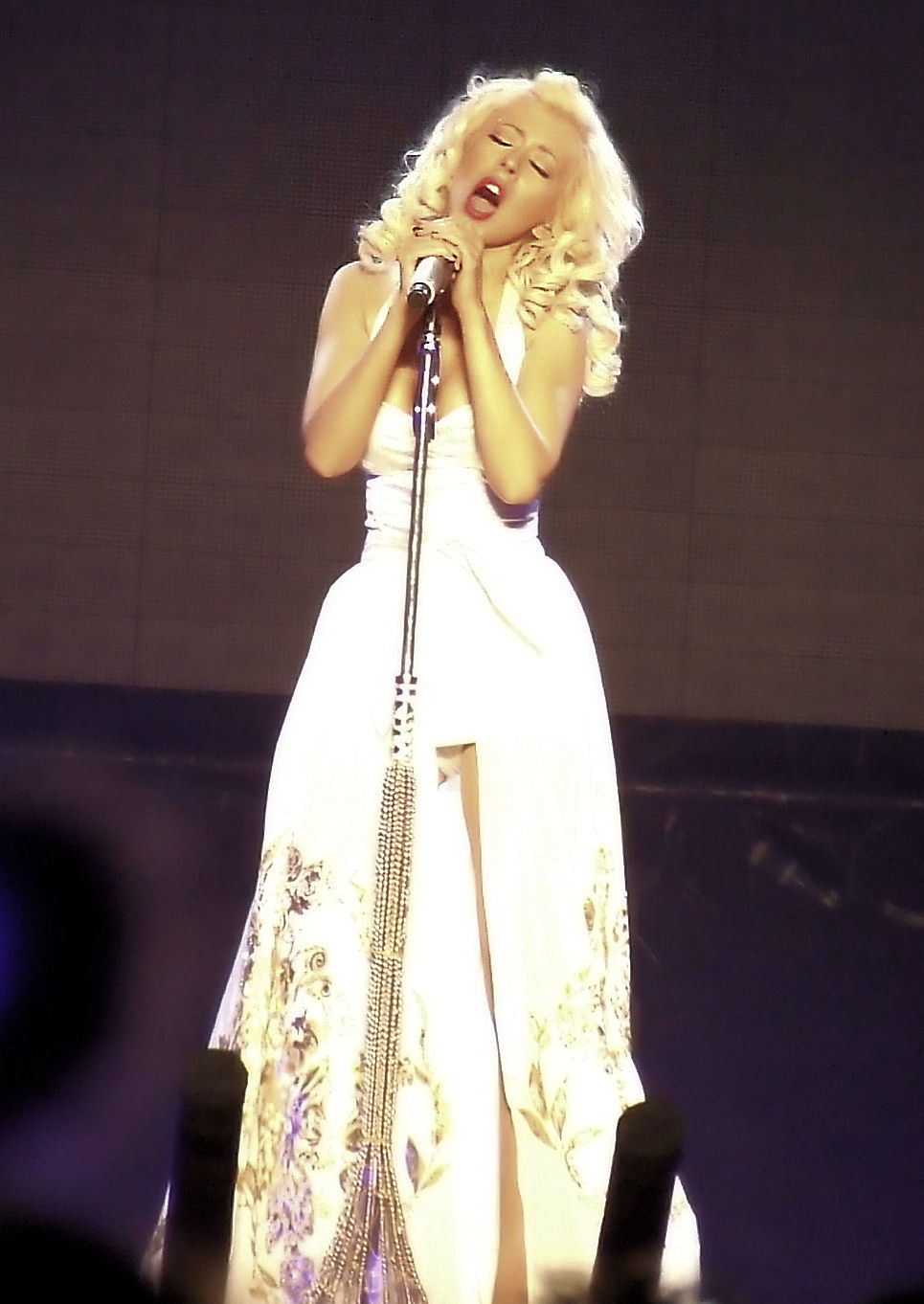
Aguilera cantando "Understand".

Con el anuncio del nuevo disco de Aguilera, ella misma confirmó que una de sus colaboradoras principales sería la productora estadounidense Linda Perry, con quien ya había trabajado en el álbum Stripped. Antes de confirmar su proyecto juntas, Perry concedió una entrevista a MTV, donde declaró que aprecia mucho a Aguilera y que "desearía trabajar con ella de nuevo, pero no la voy a forzar[...] Si me llama, le responderé lo más pronto posible. Si no lo hace, estoy más que segura que hará un álbum genial, sin importar lo que pase". No obstante, al poco tiempo, la misma Perry informó que trabajaría con Aguilera y que el público vería "una parte completamente nueva de Christina". La primera canción que hicieron juntas fue el tercer sencillo oficial del álbum, "Candyman", un tema inspirado en la banda The Andrews Sisters y señalado como el favorito de la cantante en el álbum. Ambas terminaron nueve canciones para Back to Basics, incluidas como un trabajo exclusivo en el segundo disco del mismo.

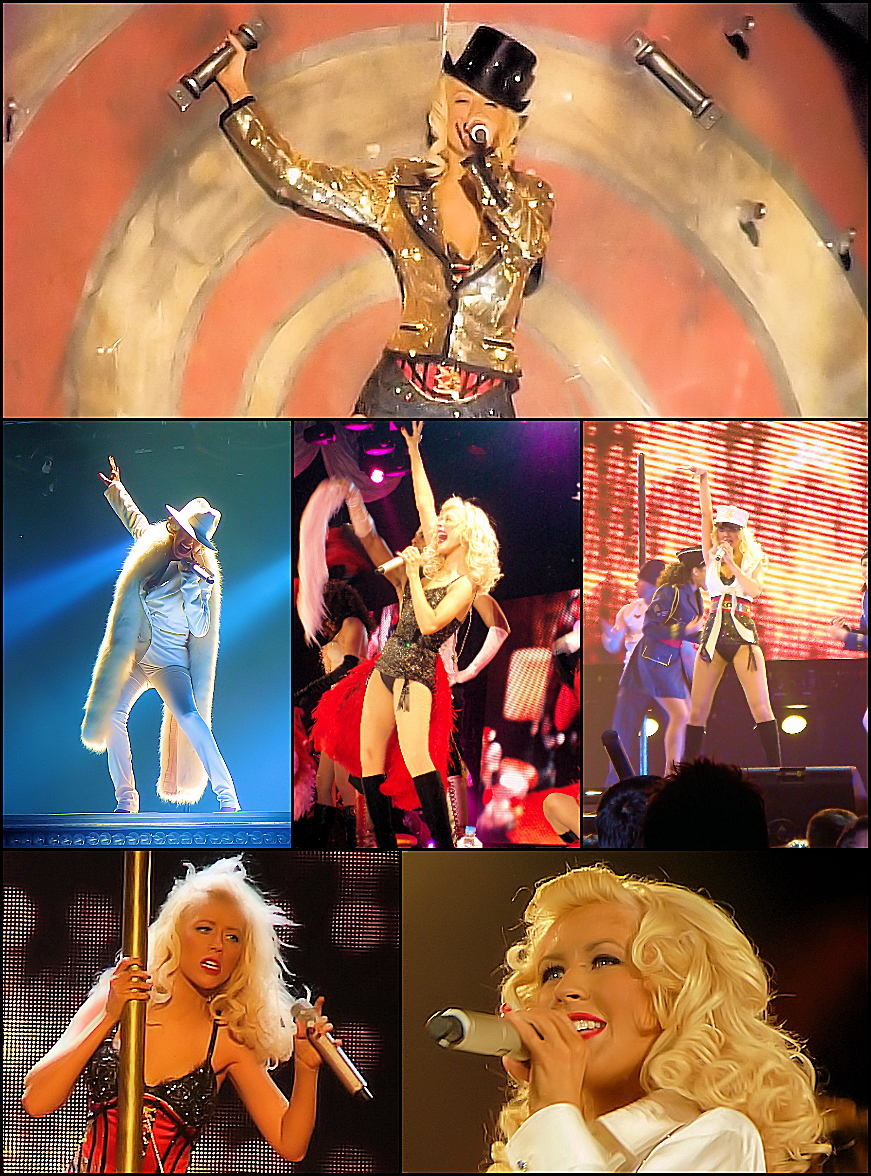
Varias escenas de Christina Aguilera interpretando algunos de sus éxitos en la gira de la promoción de este álbum, Back to Basics World Tour.

Durante la grabación del disco, Christina Aguilera declaró que quería trabajar con el productor DJ Premier, después de escuchar su trabajo con la banda Gang Starr. La cantante concedió una entrevista a la revista Billboard, donde argumentó que deseaba salirse "de lo cotidiano" ya que buscaba a alguien poco conocido, pues "no recurriré a lo más obvio [los más populares], por ejemplo The Neptunes, Pharrell o Lil Jon. Me gustaría ir a lugares donde nadie se ha acercado". Después de que Premier recibiera la llamada de Aguilera, de acuerdo a sus declaraciones, se sintió sorprendido, puesto que se orientaban a audiencias distintas, pero aceptó de todas maneras, porque estaba dispuesto a "tomar retos y hacer cosas nuevas". La primera canción que el dueto terminó fue el primer sencillo del álbum, "Ain't No Other Man", la cual incorpora fragmentos del tema "Hippy, Skippy, Moon Strut" de la banda Moon People.
La compositora estadounidense Kara DioGuardi ayudó en la escritura de la gran mayoría de las canciones del primer disco, mientras que el Dj británico Mark Ronson coescribió el segundo sencillo del álbum, "Hurt", y produjo los temas "Slow Down Baby" y "Without You". Por otra parte, la pista "Makes Me Wanna Pray" contó con la colaboración musical e interpretativa del cantautor Steve Winwood. Otros compositores y productores fueron Rich Harrison (productor de "Makes Me Wanna Pray"), Big Tank (productor de "Oh Mother" y "On Our Way"), Tony Reyes (productor de "Here to Stay") y Kwame (productor de "Understand").

## Contenido

### Sesión fotográfica
Los sonidos de los años 1920, 30 y 40, y los géneros soul y jazz planteados en Back to Basics se reflejaron también en la imagen que llevaría la artista para la promoción del disco. De ese modo, Christina Aguilera comenzó a maquillarse y a vestirse como lo hacían las actrices de la época, afirmando que el "glamour de esa época era asombroso" y que sus máximas exponentes eran, Marlene Dietrich, Marilyn Monroe y Carole Lombard, entre otras. A su vez, la intérprete dijo que recolectar "todos los recortes de revistas y distintas referencias, para ver como todo cobraba vida de nuevo" fue algo "muy asombroso y divertido".
Para la sesión fotográfica, Christina Aguilera eligió a la artista alemana Ellen von Unwerth, gracias a sus "toques eróticos y femeninos". La cantante comentó que Unwerth es su fotógrafa favorita, pues "es juguetona y divertida" y "hace que el trabajo se vea más allá de lo visual", además de que "es artista con mérito propio[...] Entra al ánimo del ambiente y juguetea con el espíritu de sus trabajos".
El equipo fotográfico de Unwerth, junto a Aguilera, estuvo tres días tomando las fotos para el folleto del disco doble. Durante el primer día, la sesión incluyó a la cantante recostada en una cama mirando a través de barrotes de hierro, tratando de enfatizar "un ambiente cálido, acogedor y relajado". El segundo día obtuvieron las fotos de la gira que se realizaría para promocionar el álbum. El concepto fue el de los circos de los años 1920 y, de acuerdo a Aguilera, las tomas quedaron similares al sonido del segundo disco, "divertidas y temáticas". La tercera y última sesión se llevó a cabo en un lugar de Hollywood llamado Forty Deuce, ambientado como los clubes de burlesque de principios del siglo XX. La portada recibió comparaciones con la de Bedtime Stories (1994), el sexto álbum de estudio de la cantante estadouniednse Madonna, debido a su similitud.

### Contenido lírico
El primer disco de Back to Basics incluye tributos líricos e interpretativos de Aguilera a sus artistas favoritos, como Etta James, Nina Simone y Marvin Gaye. Su introducción sostiene que Christina desea entender que hicieron los cantantes de soul "para inspirar a toda una generación". Asimismo explica porqué se tomó tanto tiempo de grabación, respondiendo que quería "entrar a la mente de cada leyenda, cada letra, cada melodía y cada ritmo". El tema "Back in the Day" habla sobre los cambios de época e incita a un retorno a lo "básico". Entre otras cosas, menciona que algunas canciones de Aretha Franklin son himnos para las mujeres y las de Marvin Gaye son "simplemente clásicos". De igual forma, y en tono de metáfora, Aguilera afirma que todos ellos son "los grandes de la música" y "los que abrieron las puertas".
Entre las canciones del primer disco se encuentran "Makes Me Wanna Pray", "Understand", "On Our Way" y "Without You" que, de acuerdo a MTV, fueron escritas por Aguilera como "una carta de amor" a su esposo Jordan Bratman. Los cuatro temas tienen una idea secundaria similar, donde la cantante enfatiza que "hiciste posible que dejara atrás mi pasado". Otra pista, "Oh Mother", habla sobre el abuso que soportaron la artista y su madre a causa de su padre. Las tres últimas canciones son referentes a la carrera de la cantante: con "Still Dirrty" menciona que no le importan las críticas que recibió por Stripped, pues ella siempre será la "chica sucia", y concluye con que lo volvería a hacer; en "Here to Stay" argumenta que estará siempre en el escenario y que nada la detendrá, mientras que "Thank You" es una mezcla entre estrofas de agradecimiento de Aguilera a sus admiradores, de los sencillos "Genie in a Bottle" y "Can't Hold Us Down" y de mensajes que sus seguidores le enviaron como muestra de gratitud.

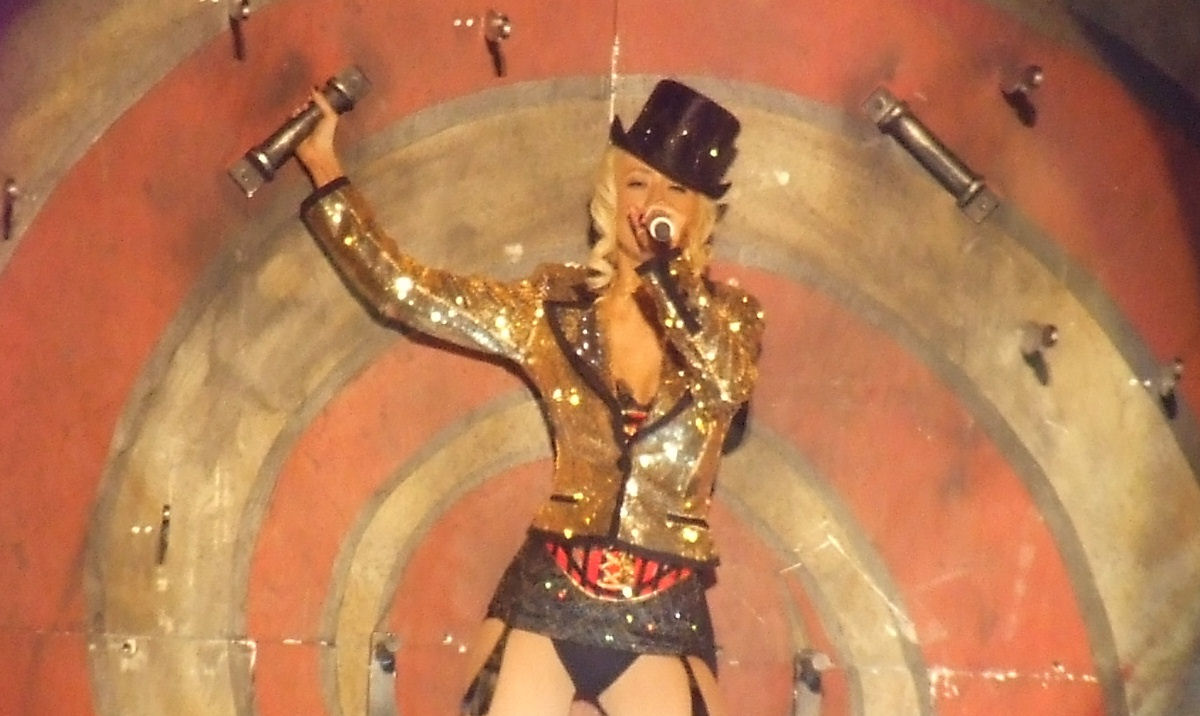
Aguilera interpretaba las canciones del segundo disco en un escenario de temática circense.

Las dos primeras pistas del segundo disco son una introducción de temática circense y de carnaval, donde Aguilera y Linda Perry dan la bienvenida "al mejor espectáculo en la tierra". La primera canción, "Enter the Circus", cuenta con la colaboración vocal masterizada de Perry, interpretando a un anunciante de circo. Los temas siguientes son de índole sexual, manejados en doble sentido. "Candyman" relata la pérdida de la virginidad de una mujer con un hombre "cubierto de caramelo" con "tatuajes en el brazo". En "Nasty Naughty Boy" Aguilera incita a que "tomen el sabor de su cintura", que "sepan como agarrarla" y mezcla metáforas de palabras coloquiales usadas en la lengua anglosajona. Una pista, "Mercy on Me", fue escrita a modo de oración, donde Aguilera le dice a Dios que siguió "el camino pecador" pero le suplica misericordia para su alma.
"Save Me From Myself" es una canción dedicada a Bratman en su totalidad. Aguilera sostuvo que quería hacerla "sin acrobacias vocales. Nada loco. Simple y real. Sin efectos sonoros. Limpia y suave". La última pista del álbum, "The Right Man", fue escrita desde la perspectiva matrimonial y la creencia que tenía la cantante con los hombres. La creación se relacionó al hecho de que su padre no estuviese en su boda, afirmando que "un velo sobre mi cara, sin padre a mi lado que me entregara[...] Nadie a quién expresarle mis emociones". En declaraciones siguientes al lanzamiento del álbum, Aguilera le comentó a MTV que el tema de la canción se refería su propia visión con su futura hija, "pues ella no irá al altar sola, como a mí me pasó. Le haré saber toda la vida que me casé con un hombre excelente, que es el que tiene como padre". Al concluir la entrevista, la artista sostuvo que toda la composición del álbum era para "encontrarme a mí misma", pero que "todavía no he terminado".

### Instrumentación, melodías y estilo
El primer disco de Back to Basics usa varios samples de canciones de la época en la que se inspiró. Su introducción maneja una parte del tema "The Thrill Is Gone" del cantante B.B. King y está compuesta en la tonalidad de sol menor. "Makes Me Wanna Pray", que cuenta con la colaboración instrumental de Steve Winwood, usa un fragmento de la pista "Glad" del mismo músico y está compuesta en fa sostenido menor. Los primeros seis segundos de "Back in the Day" incorporan la voz del intérprete Jimmy Castor Bunch de su canción "Troglodyte"; también incluye una parte del tema "Charley" de la orquesta Don Costa. En algunos momentos, el sencillo "Ain't No Other Man" mezcla las pistas "The Cissy's Thang" y "Hippy, Skippy, Moon Strut" con la voz de Aguilera. La primera intervención vocal de la balada "Understand" se basa en la interpretación de Betty Harris en su canción "Nearer to You", mientras que su composición está en la tonalidad de mi menor.
Las interpretaciones instrumentales iniciales de "Slow Down Baby" son fragmentos del tema "Window Raisin' Granny" de la cantante Gladys Knight. El sencillo "Oh Mother" usa como fondo la composición popular de Bruno Coulais, "Vous sont ton chemin". El tema "On Our Way" cuenta con una corta intervención musical del pianista francés Claude Bolling con su canción "Sentimentale". La composición del tema está en la tonalidad de fa menor y su progresión armónica es con sol♭ y re♭. La mayor parte de la canción "Here to Stay" es interpretada sobre la pista instrumental "The Best Thing You Ever Had" de la banda Candi Station. A su vez, está compuesta en la tonalidad de re menor y la extensión vocal de Aguilera llega hasta la nota do5.
A excepción de "Candyman", todas las canciones del segundo disco fueron grabadas en sólo una sesión. Las dos primeras pistas semejan ser sólo una, compuestas en un ritmo moderado y en tonalidad menor de la y mi. La progresión armónica de "Enter the Circus" va desde la♭ a la menor. La composición de "Nasty Naughty Boy" fue pensada para asemejarse a una pista de burlesque de los años 1920, usando la tonalidad de do menor junto a un compás de 6/8. "I Got Trouble" tiene un ritmo moderado a 88 pulsaciones por minuto; para lograr el sonido de la pista fue necesario el uso de un micrófono vintage. "Save Me From Myself" y "The Right Man" registran un movimiento lento y están compuestas con estructura del género musical blues. Dos de las notas vocales más populares de Aguilera se encuentran en Back to Basics; en "Candyman" sostiene un re 5 por ocho segundos, mientras que en "Ain't No Other Man" abre el tema con un fa ♯ 5.
Back to Basics se basó en los géneros musicales populares de las primeras décadas del siglo XX, como el jazz, el soul, el góspel, el swing, el twist y el blues. Al igual que dichas elecciones, también tomó influencia de algunos exponentes de los mismos, como Ray Charles, Aretha Franklin, Etta James, Billie Holiday, Nina Simone, The Andrews Sisters, Otis Redding y Betty Harris. Los instrumentos musicales usados para las grabaciones del disco fueron similares a los que se usaban en la época, como el saxofón, la trompeta, el piano y la guitarra, mezclados con algunos modernos, como el teclado electrónico, el bajo y la batería.

## Sencillos

### «Ain't No Other Man»

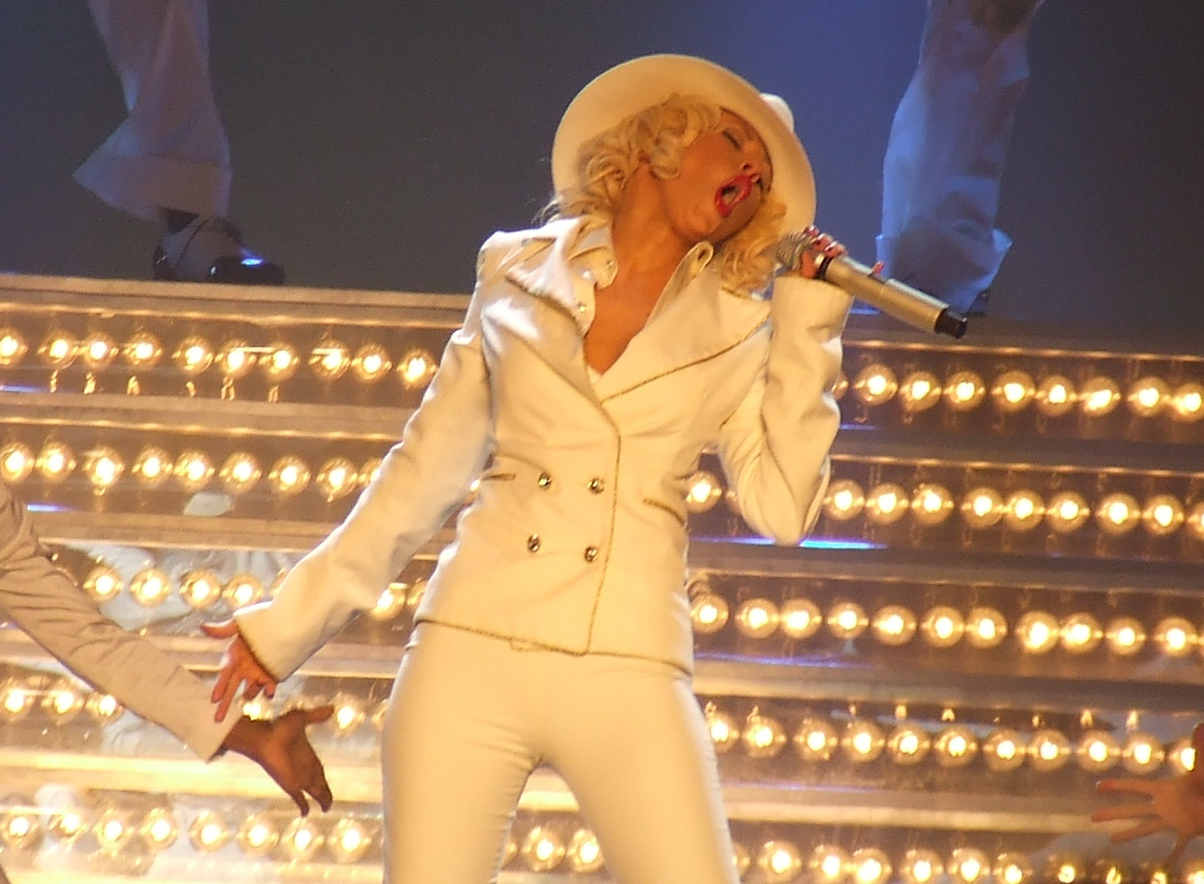
Christina Aguilera durante la interpretación de "Ain't No Other Man" en la gira Back to Basics World Tour junto a sus bailarines.

«Ain't No Other Man» al ser lanzado como primer sencillo del álbum, se convirtió rápidamente en una de las canciones más exitosas de la carrera musical de Aguilera en Estados Unidos, donde alcanzó el puesto número 6 en Billboard Hot 100 y logró vender más de un millón setecientas mil copias, recibiendo así dos certificaciones diferentes en distribución. En Noruega y el Reino Unido alcanzó el número 2, Canadá número 4, Australia número 6, Nueva Zelanda número 5, y alcanzó el Top 5 en más de 15 países, también llegó a posicionarse en la lista de las canciones radiadas de baile, el «Hot Dance Airplay» en el número uno, permaneciendo dos semanas consecutivas. Recibió certificación de platino en los Estados Unidos, Canadá y oro en Australia. Por otra parte según Nielsen SoundScan, hasta septiembre de 2012, «Ain't No Other Man» vendió 1 700 000 descargas en Estados Unidos, donde se convirtió en el sencillo más vendido de Aguilera en formato digital después de "Moves like Jagger" con Maroon 5.
El vídeo lanzado en junio de 2006, fue dirigido por el productor cinematográfico estadounidense Bryan Barber, logró gran popularidad siendo retirado oficialmente de TRL y recibiendo cuatro candidaturas a los premios MTV Video Music Awards del 2006, además de duras 5 semanas no consecutivas en el puesto número 1 de la lista de MTV.
La canción fue muy bien recibida por los críticos de música contemporánea. Muchas columnas, como All Music y Rolling Stone, aludieron a Christina Aguilera porque el sencillo era «su gran regreso» a la industria del entretenimiento. Gracias a la interpretación vocal de la canción, la cantante ganó el premio Grammy a «Mejor interpretación vocal pop femenina» en la 49.ª edición de los mismos. La canción obtuvo un gran impacto en la cultura popular siendo interpretada en varias ocasiones por competidores de American Idol, The X Factor, entre otros programas de talentos.
Por otra parte, la revista Billboard realizó un listado al final de la década de los 00's (2000-2009) de las canciones más tocadas en los clubes/antros de Estados Unidos de dicha década, y la canción estuvo en el número 46. Un gran logro, tomando en cuenta que la canción salió a la mitad de la década (2006) y solo estuvo 3 de 10 años para ser calificada.

### «Hurt»

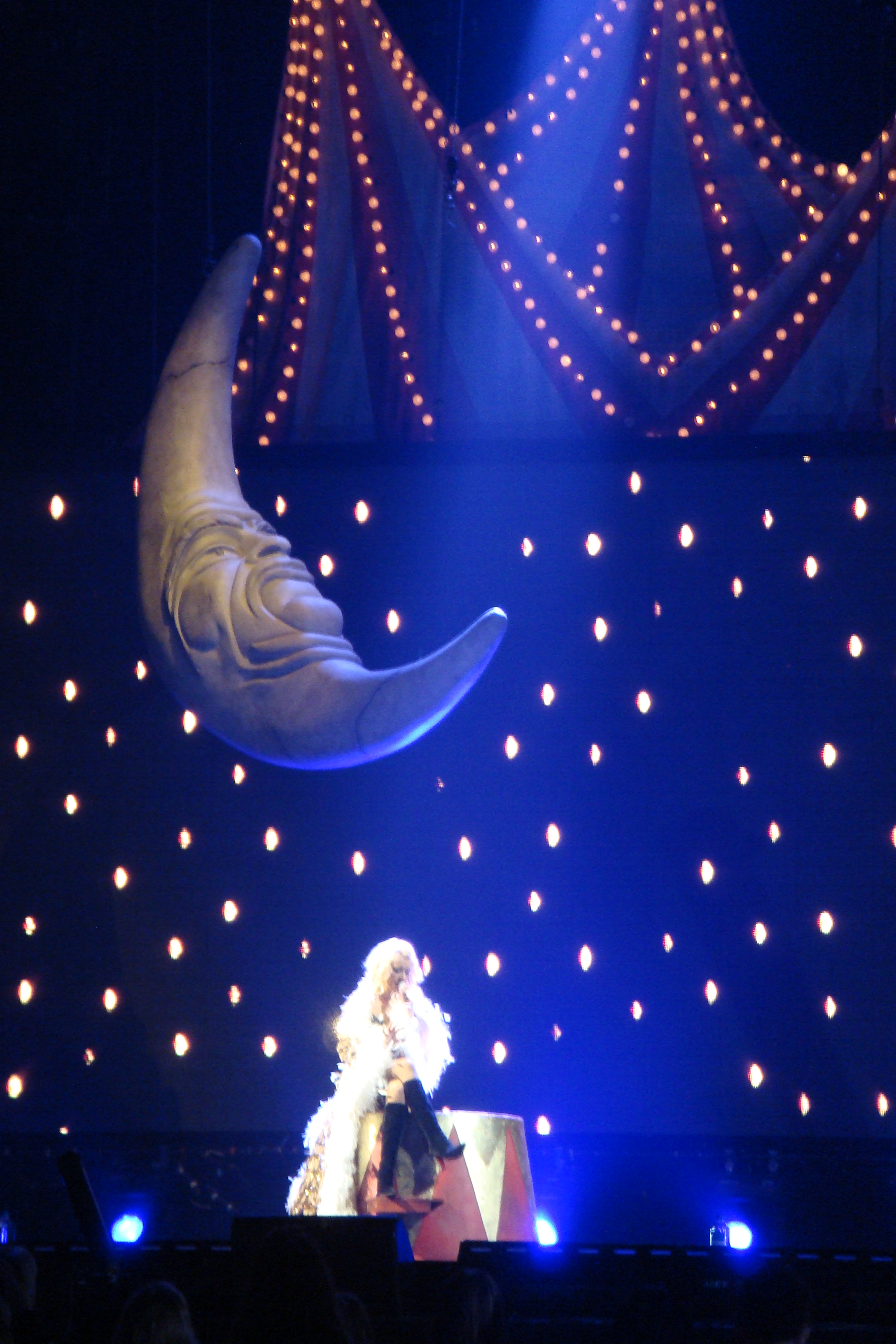
Christina Aguilera durante la interpretación de "Hurt" en la gira Back to Basics World Tour.

«Hurt» en su lanzamiento se llevó a cabo el 11 de octubre de 2006, aunque fue interpretada por primera vez en un espectáculo el 31 de agosto de ese mismo año, en la ceremonia de los premios MTV Video Music Awards. Como sencillo tuvo buena aceptación en los mercados de música, fue popular en varios países de Europa, especialmente en Suiza, donde debutó en el número 1, Alemania, Países Bajos y Austria número 2, Bélgica y Francia número 3, se llevó certificación de disco de oro en países como Suiza, Canadá, Austria, Bélgica, Australia, entre otros países. En la revista Billboard de los Estados Unidos, obtuvo un rendimiento moderado llegando hasta el puesto once de la lista Billboard Hot 100 y alcanzó altas posiciones en los repertorios temáticos, y fue certificado como disco de oro al venderse más de 500 000 copias en dicho país.
Recibió comentarios positivos de los críticos de música contemporánea, al respecto, algunos la catalogaron como una de las mejores canciones de Aguilera, al igual que su antecesor, «Ain't No Other Man», obtuvo comparaciones con las producciones del álbum de Aguilera Stripped y, los críticos, sostuvieron que era una mejor interpretación vocal que el sencillo «Beautiful» de 2002.
«Hurt» recibió uno de los premios de la asociación ASCAP en la categoría de «canciones más interpretadas».
En cuanto al vídeo musical fue dirigido por Floria Sigismondi, quien ya había trabajado para el vídeo musical de Fighter (2003), el vídeo musical de «Hurt» trata de una historia imaginaria, la cual es directamente relacionada con la letra del tema, donde fue de la temática de un circo, en cuanto a su recibimiento, llegó ubicarse en el lugar número 1 por catorce días no consecutivos.

### «Candyman»

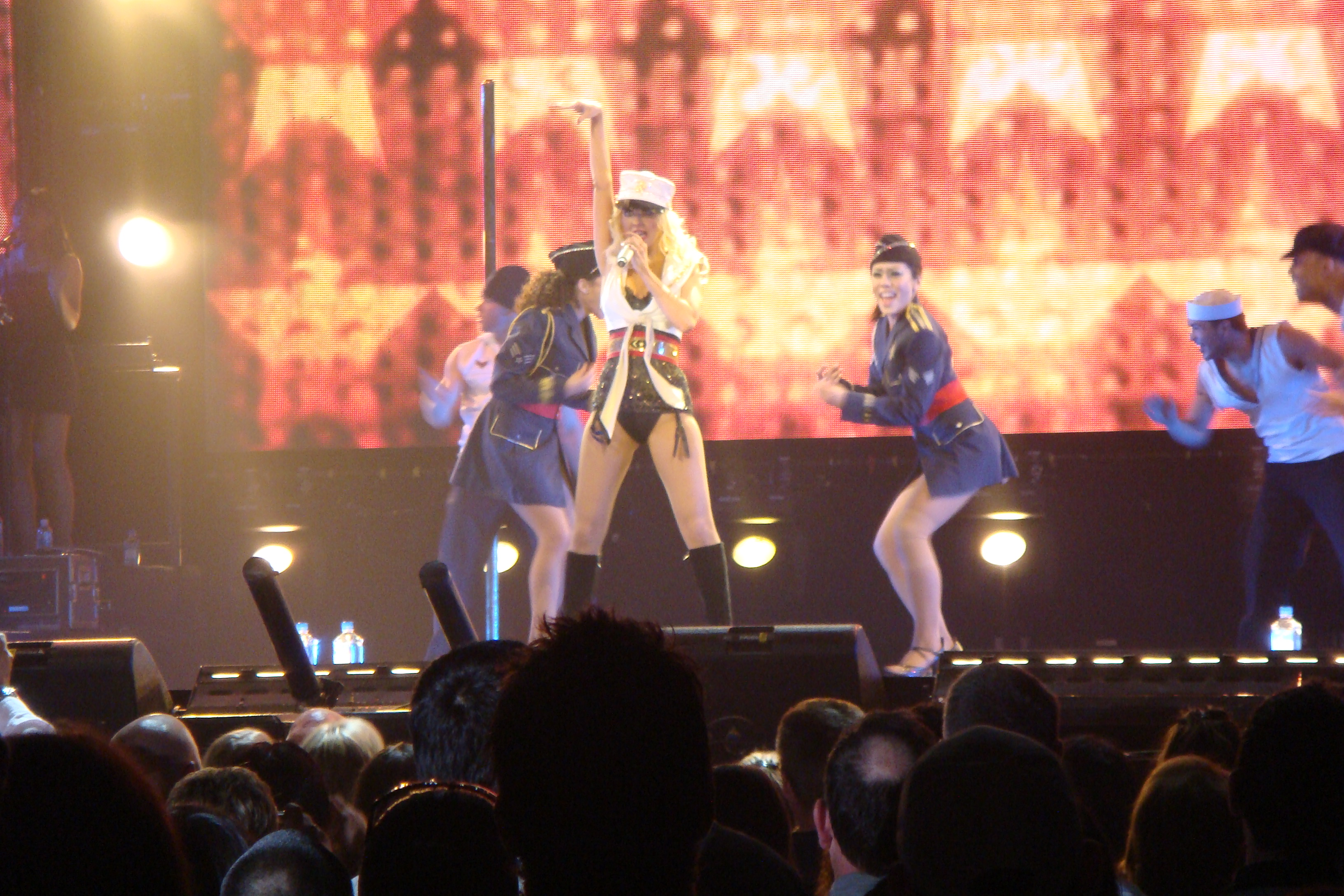
Christina Aguilera durante la interpretación de "Candyman" en la gira Back to Basics World Tour.

«Candyman» fue bien recibido por los críticos de música contemporánea. Sus comentarios negativos fueron gracias a su contenido lírico de índole sexual, manejándose con doble sentido, como sencillo fue muy exitoso los repertorios de Oceanía, durante 2007, llegando a la segunda posición de Australia y Nueva Zelanda siendo certificado de platino y oro en los dos países por sus altas ventas. En Estados Unidos tuvo un éxito moderado, pero permaneció varias semanas en la lista de popularidad oficial Billboard Hot 100 logrando la máxima posición en el puesto 25 y otorgándose la certificación de disco de oro en formato digital y formato físico por vender más de 500 000 copias en cada formato y donde lleva acumulado más de 1 000 000 de copias en los Estados Unidos, en Canadá alcanzó el puesto número 9 de Canadian Hot 100, siendo también certificado de oro en dicho país.
El 21 de febrero de 2007 fue su debut oficial, que estuvo a cargo del programa y listado musical Total Request Live de la cadena MTV. Durante su entrada permaneció en la posición sexta del repertorio y poco después alcanzó el primer puesto por cuatro días no consecutivos. Salió de la lista en el número tres, convirtiéndose en el noveno vídeo de Aguilera en estar en ella, el mismo canal ofreció un especial del vídeo para el documental Making the Video y lo nominó en la categoría de "Mejor dirección" en su ceremonia, los MTV Video Music Awards. La revista Rolling Stone ofreció una portada basada en la imagen artística del video. De acuerdo al especial de MTV, Aguilera le dijo al director Matthew Rolston que, durante la grabación de éste, eligiera una fotografía para el desempeño.
La interpretación de Aguilera en «Candyman» obtuvo una candidaturaen la 50.ª edición de los Premios Grammy, en la categoría de "Mejor interpretación vocal pop femenina". Con el paso del tiempo la canción ha sido unas de las canciones más recordadas de la carrera de Aguilera, teniendo un impacto en la cultura popular, siendo bailada en eventos escolares, cantada en programas de canto, entre otros legados. En el 2008, «Candyman» fue excluida de su álbum original Back to Basics para incluirla en el recopilatorio de éxitos de Aguilera titulado Keeps Gettin' Better: A Decade of Hits, junto a los sencillos de su álbum de origen, «Ain't No Other Man» y «Hurt».

## Recepción

### Crítica
Back to Basics recibió reseñas mayoritariamente positivas, acumulando 69 de 100 puntos en la página de internet Metacritic. Varios críticos señalaron que la producción ayudaba a mejorar la imagen artística de Aguilera, después de Stripped. Entre ellos, Stephen Thomas Erlewine, columnista de Allmusic, comentó que era perfecto para estabilizar la carrera de la cantante después de la epiquez que representaba su anterior producción. Jenny Eliscu, periodista de la revista Rolling Stone, argumentó que con el material, era seguro decir que la chica de las chaparreras (referenciando al video musical del sencillo "Dirrty") sufrió una gran transformación.
Algunas columnas informativas elogiaron a Aguilera por el modo en que modificó los ritmos en los que se inspiró, creando así un estilo propio. Jody Rosen, periodista del semanario estadounidense Entertainment Weekly, argumentó que el disco no parecía un homenaje a los héroes de la cantante, pues ella misma "inventó su gloriosa marca musical propia del siglo XXI" y concluyó que era una producción "digna de respeto". John Murphy, columnista de la página británica MusicOMH, comentó que era un disco "ambicioso" pero que, pese a su producción, resultaba "interesante". Rolling Stone dijo que con el material, Aguilera triunfa en producir las referencias al jazz y a los cantantes del soul.

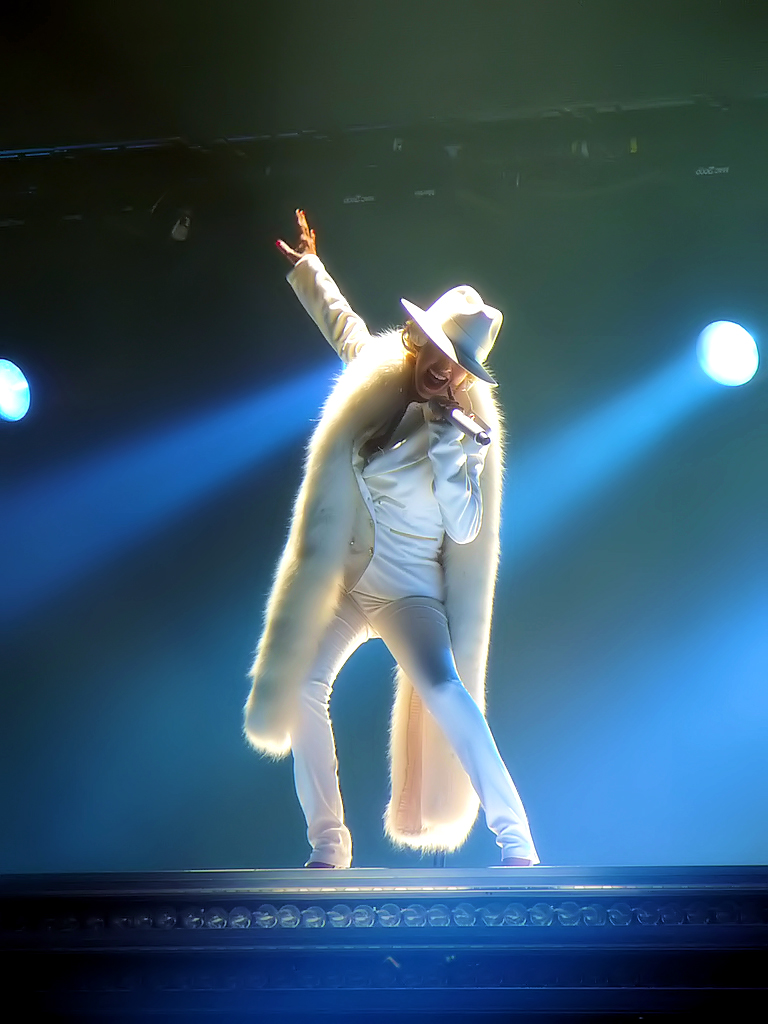
Christina Aguilera durante la interpretación de "Ain't No Other Man", uno de los temas más aclamados por los críticos, y a su vez, el sencillo más exitoso dentro de la promoción de Back to Basics.

Pese a ello, varios críticos se centraron en la extensión del álbum y el contenido lírico, recibidos de forma diferente. Kelefa Sanneh, periodista del diario The New York Times, sostuvo que con el álbum "Aguilera demuestra que todavía es la voz" de las artistas pop, quienes al lado de ella son unas "criaturas lastimosas". No obstante, comentó que el álbum estaba lleno de declaraciones importunas por parte de la cantante. Rolling Stone, concluyó que "veintidós canciones son demasiado para Aguilera", pues era un álbum que buscaba la "auto-importancia" de la artista. Mike Joseph, de la página Pop Matters, dijo que el álbum era "un desliz autobiográfico" interpretado por "la voz que puede dirigir el cielo" y que "gratifica al ser escuchada". Allmusic aclaró que a pesar de su extensión, el disco funciona como una unidad, y además lo hacen ser "una declaración artística más allá de lo que pueden producir" otros artistas pop. Chris Evans, reportero de la página de internet Blog Critics, dedujo que, a diferencia de sus contemporáneas, Aguilera cada vez demuestra que "se quedará por mucho tiempo", pues Back to Basics está "lleno de diamantes" merecedores del premio Grammy.
Bill Lamb, columnista de la página de internet About.com, comentó que Back to Basics "es el álbum pop del año", pues "es el ejemplo más claro de que una artista tomó el control de su arte". Thomas Inskeep, reportero de la revista Stylus Magazine, sostuvo que la producción y la vocalización del primer disco "resultan impecables", pero "habría sido mejor" que el segundo no lo produjera Linda Perry. Paul Flynn, escritor del diario The Guardian, señaló que el primer disco era "mucho trabajo, pero poco esfuerzo", mientras que el segundo era "un respiro bienvenido". La reseña de la revista Blender Magazine argumentó que las letras de Aguilera se habían vuelto monótonas, porque comenzó a cantar de "la elevación espiritual" que adquirió con su matrimonio. Sin embargo, concluyó que el segundo disco era "relajante".
El álbum Back to Basics recibe la mayor puntuación desde Ray of light (Rayo de Luz) de Madonna en 1998 y obtiene un nuevo récord al alcanzar 83 /100 en discos Pop. Esta puntuación se basa en la crítica de todos los medios especializados en música contemporánea. En el año 2007 Amy Winehouse con "Back to Black" logró arrebatarle el récord al obtener 87/100.

### Comercial

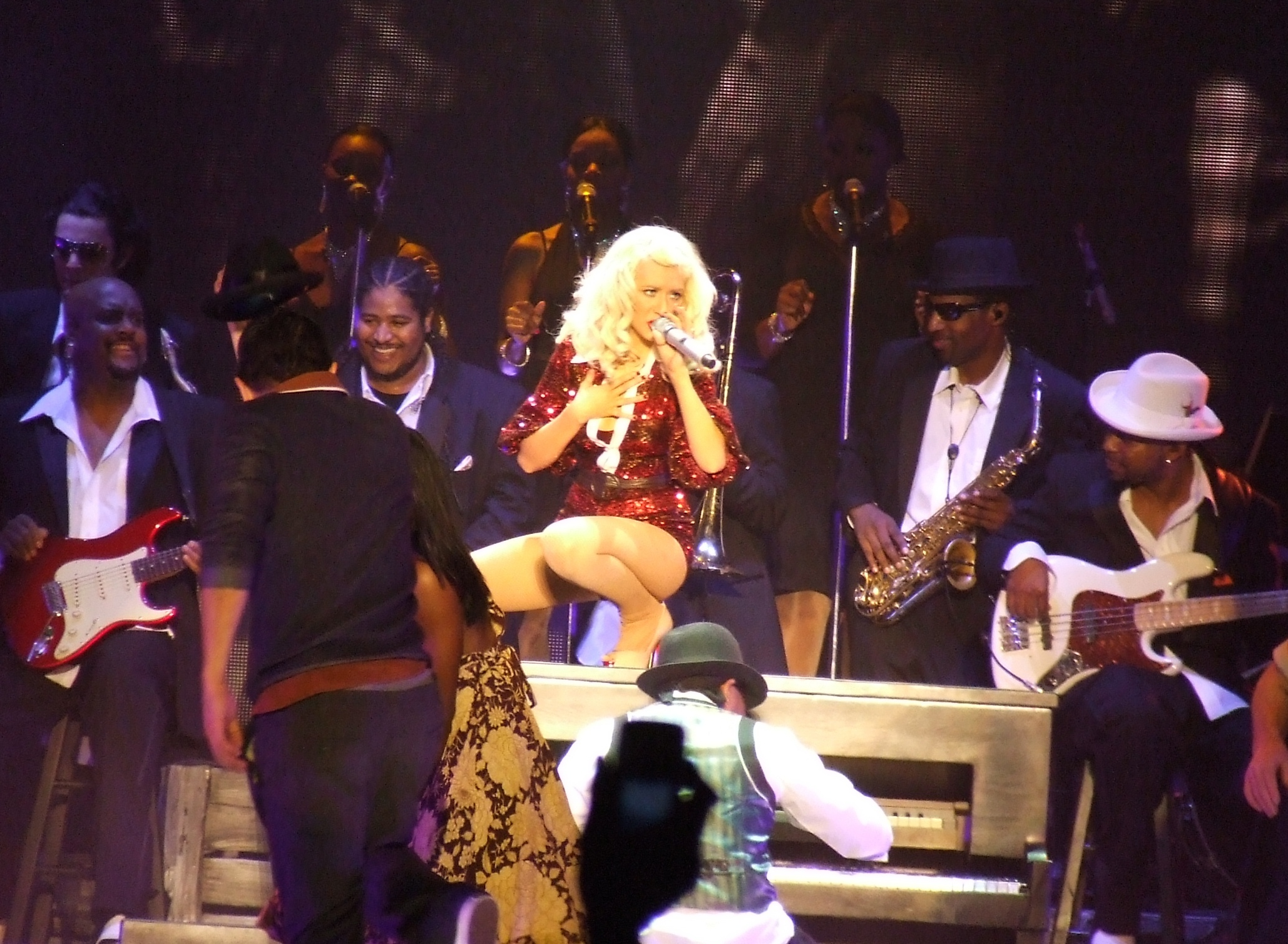
Aguilera cantando "What a Girl Wants" junto a sus bailarines alrededor de ella.

En los principales mercados musicales, Back to Basics se mantuvo vigente por dos años, 2006 y 2008. Por un lado, en Estados Unidos, el disco debutó en la primera posición, vendiendo 346.800 copias. Entró a tres listas más en el país, y se ganó el reconocimiento de doble disco de platino por la empresa RIAA. Según Nielsen SoundScan, hasta septiembre de 2012, Back to Basics vendió 4 000 000 copias en Estados Unidos, donde se convirtió en el tercer álbum más vendido de la cantante, después de Christina Aguilera (1999) y Stripped (2002). En Canadá tuvo mayor éxito que su predecesor (doble platino), certificando más de trescientas mil ventas, triple platino. El álbum obtuvo dos nominaciones al premio Grammy, en las categorías de "Mejor interpretación vocal pop", por "Candyman", y "Mejor álbum vocal pop", y un galardón, a "Mejor interpretación vocal pop" por "Ain't No Other Man". Es el primer álbum en la historia musical en debutar en el primer puesto en 100 países.
La producción musical fue, igualmente, muy popular en las listas asiáticas. Llegó al número siete en Japón, y se certificó cien mil unidades vendidas, acreditado a disco de oro. La empresa IFPI, encargada de las certificaciones en varios países, le otorgó el mismo reconocimiento por sus ventas, en Hong Kong y Corea del Sur. Por otra parte, el rendimiento de Back to Basics en la lista rusa fue muy elevado, pues llegó a la certificación de 3 discos de platino. El disco obtuvo el primer puesto en la lista australiana, y se mantuvo en el top 10 por ocho semanas consecutivas, recibiendo la certificación de doble platino, al vender 140.000 copias.
Las ventas del álbum en Europa fueron considerablemente altas. Ocupó el número uno en Alemania y el Reino Unido, donde se convirtió en su primer álbum número uno. También recibió disco de oro en Austria, México, Dinamarca, Italia, países Bajos, República Checa y Polonia. Sus distribuciones más altas fueron en Bélgica, Alemania, Hungría, Suiza, el Reino Unido e Irlanda, lugares donde obtuvo el reconocimiento de platino o multiplatino. La lista de ventas continental controlada por la empresa IFPI, certificó al material discográfico como disco de platino, al distribuir más de un millón de copias en algunos países europeos. En la ceremonia francesa de galardones musicales, NRJ Music Awards, y gracias al álbum, Christina Aguilera se llevó los premios a "Artista internacional del año" y a "Álbum del año". Actualmente ha vendido 5 millones de copias.

## Lista de canciones
| Disco uno |                                           | |          |  |
| N.º       | Título                                    | Escritor(es) | Duración |  |
| 1.        | «Intro (Back to Basics)»                  | Christina Aguilera, Chris E. Martin, Kara DioGuardi, Roy Hawkins, Rick Darnell                                                                              | 1:47     |  |
| 2.        | «Makes Me Wanna Pray» (con Steve Winwood) | Aguilera, DioGuardi, Rich Harrison, Winwood | 4:10     |  |
| 3.        | «Back in the Day»                         | Aguilera, Martin, DioGuardi, Don Costa, James Castor, Langdon Fridie Jr., Douglas Gibson, Harry Jensen, Robert Manigault, Gerald Thomas                     | 4:13     |  |
| 4.        | «Ain't No Other Man»                      | Aguilera, Martin, DioGuardi, Charles Martin Roane, Harold Beatty                                                                                            | 3:49     |  |
| 5.        | «Understand»                              | Aguilera, DioGuardi, Kwamé Holland, Allen Toussaint | 3:46     |  |
| 6.        | «Slow Down Baby»                          | Aguilera, Mark Ronson, DioGuardi, Raymond Angry, William Guest, Merald Knight, Edward Patten, Gladys Knight, Marvin Bernard, Michael Harper, Curtis Jackson | 3:29     |  |
| 7.        | «Oh Mother»                               | Aguilera, Derryck Thorton, Mark Rankin, Liz Thorton, DioGuardi, Bruno Coulais, Christophe Barratier                                                         | 3:47     |  |
| 8.        | «F.U.S.S.» (Interlude)                    | Aguilera, Roane, DioGuardi | 2:21     |  |
| 9.        | «On Our Way»                              | Aguilera, Derryck Thorton, Rankin, Liz Thorton, DioGuardi                                                                                                   | 3:37     |  |
| 10.       | «Without You»                             | Aguilera, DioGuardi, Ronson, Rob Lewis | 3:57     |  |
| 11.       | «Still Dirrty»                            | Aguilera, Martin, DioGuardi | 3:46     |  |
| 12.       | «Here to Stay»                            | Aguilera, Heather Holley, Tony Reyes, Ben H. Allen, George Henry Jackson                                                                                    | 3:20     |  |
| 13.       | «Thank You (Dedication to Fans...)»       | Aguilera, Martin, DioGuardi, Pamela Sheyne, David Frank, Steve Kipner                                                                                       | 4:58     |  |

| Disco dos |                       |                                   |          |  |
| N.º       | Título                | Escritor(es)                      | Duración |  |
| 1.        | «Enter the Circus»    | Aguilera, Linda Perry             | 1:42     |  |
| 2.        | «Welcome»             | Aguilera, Perry, Ronson, Paul III | 2:43     |  |
| 3.        | «Candyman»            | Aguilera, Perry                   | 3:14     |  |
| 4.        | «Nasty Naughty Boy»   | Aguilera, Perry                   | 4:45     |  |
| 5.        | «I Got Trouble»       | Aguilera, Perry                   | 3:42     |  |
| 6.        | «Hurt»                | Aguilera, Perry, Ronson           | 4:03     |  |
| 7.        | «Mercy on Me»         | Aguilera, Perry                   | 4:33     |  |
| 8.        | «Save Me from Myself» | Aguilera, Perry, Bill Bottrell    | 3:13     |  |
| 9.        | «The Right Man»       | Aguilera, Perry                   | 3:51     |  |

## Posicionamiento en listas

### Semanales
| País              | Lista                       | Mejor posición |
| ----------------- | --------------------------- | -------------- |
| América           |                             |                |
| Canadá            | Canadian Albums             | 1              |
| Estados Unidos    | Billboard 200               | 1              |
| Estados Unidos    | Digital Albums              | 1              |
| Asia              |                             |                |
| Japón             | Japanese Albums Chart       | 7              |
| Europa            |                             |                |
| Alemania          | German Albums Chart         | 1              |
| Austria           | Ö3 Austria Top 75 Albums    | 1              |
| Bélgica (Flandes) | Ultratop 200 Albums         | 2              |
| Bélgica (Valonia) | Ultratop 200 Albums         | 4              |
| Croacia           | International Top 30 Albums | 1              |
| Dinamarca         | Danish Albums Chart         | 2              |
| Escocia           | Scottish Top 100 Albums     | 1              |
| España            | Top 100 Álbumes             | 5              |
| Finlandia         | Finnish Albums Chart        | 6              |
| Francia           | French Albums Chart         | 10             |
| Hungría           | Top 40 album-lista          | 3              |
| Irlanda           | Irish Albums Chart          | 1              |
| Italia            | Italian Albums Chart        | 3              |
| Noruega           | Norwegian Albums Chart      | 4              |
| Países Bajos      | Dutch Albums Top 100        | 1              |
| Polonia           | Polish Albums Top 50        | 9              |
| Portugal          | Portuguese Albums Chart     | 26             |
| Reino Unido       | UK Albums Chart             | 1              |
| República Checa   | Czech Albums Top 100        | 4              |
| Suecia            | Swedish Albums Chart        | 2              |
| Suiza             | Swiss Albums Chart          | 1              |
| Europa            | European Top 100 Albums     | 1              |
| Oceanía           |                             |                |
| Australia         | Australian Albums Chart     | 1              |
| Nueva Zelanda     | NZ Top 50 Albums            | 2              |

### Anuales
| País              | Lista                   | Posición |
| 2006              | 2006                    | 2006     |
| ----------------- | ----------------------- | -------- |
| Alemania          | German Albums Chart     | 45       |
| Australia         | Australian Albums Chart | 45       |
| Austria           | Austrian Albums Chart   | 27       |
| Bélgica (Flandes) | Ultratop 200 Albums     | 43       |
| Estados Unidos    | Billboard 200           | 59       |
| Francia           | French Albums Chart     | 120      |
| Hungría           | Top 40 album-lista      | 63       |
| Países Bajos      | Dutch Albums Chart      | 42       |
| Reino Unido       | UK Albums Chart         | 56       |
| Suecia            | Swedish Albums Chart    | 37       |
| Suiza             | Swiss Albums Chart      | 16       |

| País              | Lista                   | Posición |
| 2007              | 2007                    | 2007     |
| ----------------- | ----------------------- | -------- |
| Australia         | Australian Albums Chart | 34       |
| Austria           | Austrian Albums Chart   | 43       |
| Bélgica (Flandes) | Ultratop 200 Albums     | 85       |
| Bélgica (Valonia) | Ultratop 200 Albums     | 92       |
| Estados Unidos    | Billboard 200           | 73       |
| Francia           | French Albums Chart     | 109      |
| Nueva Zelanda     | NZ Top 50 Albums        | 43       |
| Países Bajos      | Dutch Albums Chart      | 88       |
| Reino Unido       | UK Albums Chart         | 127      |
| Suiza             | Swiss Albums Chart      | 53       |

## Certificaciones
| Alemania        | IFPI   | Disco de platino |
| Australia       | ARIA   | 2 x multiplatino |
| Austria         | IFPI   | Disco de oro     |
| Bélgica         | IFPI   | Disco de platino |
| Canadá          | CRIA   | 3 x multiplatino |
| Estados Unidos  | RIAA   | 2 x platino      |
| Europa          | IFPI   | Disco de platino |
| Francia         | SNEP   | Disco de platino |
| Hong Kong       | IFPI   | Disco de oro     |
| Hungría         | Mahasz | Disco de platino |
| Japón           | Oricon | Disco de oro     |
| Nueva Zelanda   | RIANZ  | 2 x multiplatino |
| Países Bajos    | NVPI   | Disco de oro     |
| Reino Unido     | BPI    | Disco de platino |
| República Checa | IFPI   | Disco de oro     |
| Rusia           | IFPI   | 3 x multiplatino |
| Singapur        | RIAS   | Disco de platino |
| Suiza           | IFPI   | Disco de platino |

## Créditos y personal
- Voz principal: Christina Aguilera.
- Voz secundaria: Steve Winwood.
- Productores: DJ Premier, Kwamé, Linda Perry, Rich Harrison, Mark Ronson y Big Tank.
- Mezclas: Peter Mokran, Dave Pensado, Linda Perry y Charles Roane.
- Ingenieros de sonido: Alan Mason (ayudante), Tal Herzberg (ayudante), Oscar Ramírez, Charles Roane y Mark Ronson.
- Programador: Marc Jameson.
- Ingenieros de voz: Kara DioGuardi y Alan Mason.
- Fotografía: Ellen Von Unwerth.
- Dirección artística: Jeri Heiden y Glen Nakasako.
- Productora ejecutiva: Christina Aguilera.
- Instrumentación: Raymond Angry, Aroussiak Baltaian, Wayne Bergeron, Printz Board, Susan Chatman, Daphne Chen, Damon Fox, Eric Gorfain, Julian Hallmark, Leah Katz, Paul Klintworth, John Krovoza, Marisa Kuney, Brian MacLeod, Darrin McCann, Jim McMillen, Diego Miralles, Alyssa Park, Cameron Patrick, Perry, Melissa Reiner, Tony Reyes, Julie Rogers, Mark Ronson, Eric Schermerhorn, Danny Seidenberg, Francis Senger, Garrett Smith, Audrey Solomon, Tom Tally, Chris Tedesco, Marcy Vaj, Josephina Vergara, Steve Winwood y Ray Yslas.
- Voces secundarias y coro: Barbara Allen, Thomassina Atkins, Elin Carlson, Roger Wagner Chorale, Joan Ellis, Sharlotte Gibson, Ivan Gilliland, Ahmad Hamad, Chara Hammonds, Kenya Hathaway, David Hernández, Erika Jerry, Dieyelle Reed, Jacinda Townsley, Angel Williams y Meelah Williams.